# Bosco Büeler
Bosco Büeler (* 24. April 1952, heimatberechtigt in Mosnang) ist ein Schweizer Baubiologe und Politiker (Grünliberale Partei).

## Biografie
Bosco Büeler wuchs in Flawil mit vier Geschwistern auf. Nach einer Lehre als Tiefbauzeichner bei der Gemeinde Flawil studierte er von 1975 bis 1977 bis zum Vordiplom Bauingenieurwesen am Abendtechnikum St. Gallen. Er war von 1973 bis 1975 Bauführer im Ing. Büro Wepf, Flawil, für Kläranlagen ARA, Strassen und Kanalisationen, Ingenieurprojekte für Eisenbeton- und Holzbau.
1978 schloss er eine Baubiologieschulung am Institut für Baubiologie und Ökologie (IBN) in Neubeuern ab.
1975 gründete Büeler ein Planungsbüro für Baubiologie/Bauökologie, Solarenergie, Alternativtechniken und Energiekonzepte, das sich mit der Konzeption und Durchführung baubiologischer Projekte auseinandersetzt. Im Jahr 1997 wurde die Einzelfirma zur Bosco Büeler GmbH umgewandelt.
Büeler engagierte sich politisch bei den Grünen und seit 2008 in der Grünliberalen Partei St. Gallen. Er ist unter anderem Mitbegründer der Carsharing Plattform Mobility. Büeler lebt heute in Winterthur und hat drei erwachsene Söhne.

## Politische Laufbahn
Anfang 2000 wurde Büeler in den St. Galler Kantonsrat gewählt und wirkte von 2004 bis 2008 als Fraktionspräsident der Grünen/glp/EVP im Kantonsratspräsidium mit. Im Kanton St. Gallen gehörte er ab 2001 zu den ersten Vertretern des grünliberalen Flügels innerhalb der Grünen Partei. Schliesslich wechselte er 2008 von den Grünen zur Grünliberalen Partei (glp) Kanton St. Gallen.
Bosco Büeler war 2006 Initiant der kantonalen St. Galler Initiative «Verdoppelung erneuerbarer Energie bis 2020». Als Kantonsrat reichte er Vorstösse ein zu einem Fördergeldartikel und zur Gründung eines Energieinstitutes SG, das 2012 als Energieagentur gegründet wurde. Alle drei Anliegen sind inzwischen im Gesetz verankert.

## Baubiologie/Bauökologie
Den theoretischen Bezug zum Gegenstand Baubiologie/Bauökologie hat Bosco Büeler in seiner Laufbahn mit praktischer Erfahrung verzahnt. Knapp zehn Jahre lang führte er auch eine Unternehmung, die als Generalunternehmung ganze Umbauten und vor allem einige Hundert Solaranlagen ausführte.
Seit 1985 hielt er Gastvorlesungen zum Thema Baubiologie/Bauökologie unter anderem an der ETH Zürich. Von 1990 bis 1992 lehrte er Umweltwissenschaften an der Universität Zürich mit den Schwerpunkten Ökologie und Baubiologie. Bei der Gründung der Technikerschule Hochbau an der Baukaderschule St. Gallen war er 1991 beteiligt. Das Fach Baubiologie/Bauökologie wurde erstmals an einer Höheren Fachschule für Technik eingeführt. Bosco Büeler dozierte dort Architektur und Haustechnik-Koordination während über 20 Jahren.
Ende der 90er Jahre verbrachte Büeler mehrere Aufenthalte in den USA, wo er an diversen Universitäten, so auch am IBE International Institute of Building Biology and Ecology und der Colorado State University, sein Wissen einbrachte. Er war ausserdem von 2008 bis 2009 Mitbegründer und Co-Leiter des Nachdiplomstudiengangs NDS Bau-Energie-Umwelt an der höheren Fachschule St. Gallen.
2010 gründete Bosco Büeler mit gesundes-haus.ch ein neues Informationsportal für ökologisches und gesundes Bauen, Wohnen und Leben im deutschsprachigen Raum.
Bosco Büeler ist Vorstandsmitglied für das SIB und Vizepräsident beim europäischen Bauprodukte-Label natureplus, Initiant, Mitbegründer und Leiter einer Bürgerinitiative und Non-Profit-Organisation mit dem Ziel, einen konkreten und messbaren Beitrag zum Klimaschutz zu leisten, sowie Chefredakteur einer Internet-Plattform mit dem Ziel der Verbreitung des Gedankenguts einer gesunden und ökologischen Lebensweise.

## Auszeichnungen
- Binding Preis 1992 SIB Schweiz. Institut für Baubiologie Flawil (SG) & Heinz Frick, Ruggell, Liechtenstein. Bosco Büeler war von 1981 bis 1993 Zentralsekretär des SIB in Flawil.[3]
- 1997 Mitgewinner des ersten ökologischen Architekturpreises der Schweizerischen Interessengemeinschaft Baubiologie/Bauökologie SIB[4][5] beim Neubau des Bundesamtes für Statistik in Neuenburg
- 1998 Mitgewinner des Schweizer Solarpreises, des Europäischen Solarpreises, für das gleiche Gebäude BFS, in enger Zusammenarbeit mit dem Architekturbüro Bauart[6].
- 2000 Auszeichnung mit dem „Global Network ECOHB Award“[7] für besondere Verdienste in der Entwicklung und praktischen Umsetzung der Baubiologie; Übergabe in Semarang/Indonesien anlässlich eines Workshops für Universitätsdozenten.

## Publikationen (Auswahl)
- Eco-Ratgeber mit Branchenverzeichnis 2008/09, Ökologisch Bauen und Wohnen – Natürlich Leben und Geniessen. GIBB 2007, ISBN 3-952-31821-3
- Positivliste: bauökologische/baubiologische Materialempfehlungen. Schweizerische Interessengemeinschaft für Baubiologie – Bauökologie, Gerber, Hässig und Partner (Bütschwil, Sankt Gallen), Gerber, Hässig & Partner 1995, ISBN 3-952-08470-0